# Catherine Trautmann
Pour les articles homonymes, voir Trautmann.
Ne doit pas être confondu avec Catherine Trotmann.
Catherine Trautmann, née Argence, le 15 janvier 1951 à Strasbourg, est une femme politique française, membre du Parti socialiste (PS).

## Biographie

### Études
Elle fait ses études à la faculté de théologie protestante de Strasbourg où elle obtient une maîtrise. Elle étudie particulièrement la langue et la littérature coptes anciennes.

### Parcours politique national
Elle devient membre du Conseil national du Parti socialiste en 1987, du bureau national de ce parti en avril 2000, puis membre de la commission de l'industrie, de la recherche et de l'énergie et de la commission temporaire sur les défis politiques et les moyens budgétaires de l'Union élargie 2007-2013 au Parlement européen.
Elle est députée du Bas-Rhin de 1986 à 1988, temps durant lequel elle est également membre de la délégation française au Conseil de l'Europe. Elle est élue en juin 1997 députée de la première circonscription du Bas-Rhin en battant Harry Lapp, alors que cette circonscription était tenue par la droite depuis la Libération.
Catherine Trautmann est à plusieurs reprises membre du gouvernement. D'abord en tant que secrétaire d'État chargée des Personnes âgées et des handicapés auprès du ministre des Affaires sociales et de l'Emploi dans le premier gouvernement Rocard du 13 mai au 28 juin 1988. Elle est par la suite ministre de la Culture et de la Communication, et porte-parole du gouvernement Jospin du 4 juin 1997 au 30 mars 1998, puis seulement ministre de la Culture et de la Communication jusqu'au 27 mars 2000.
En 1999, elle décide de rouvrir l’aile ouest du Palais de Tokyo (Paris), pour la consacrer à la diffusion de l’art contemporain.
Critiquée au sujet de ses projets de réforme concernant les chaînes de télévision, elle quitte le ministère à l'occasion d'un remaniement, tandis que Catherine Tasca lui succède.
Elle a participé à la création de la commission permanente de contrôle des sociétés de perception et de répartition des droits (CPCSPRD), qui est une commission de la Cour des comptes chargée de surveiller les sociétés de perception et de répartition des droits d'auteurs (comme la SACEM, l'ADAMI, etc.). Catherine Trautmann a commencé la présentation de la loi créant cette commission à l'Assemblée et au Sénat, et Catherine Tasca a fini celle-ci et promulgué la loi.

### Carrière politique locale à Strasbourg
La carrière politique de Catherine Trautmann débute réellement avec son entrée, en 1983 au conseil municipal de Strasbourg, où elle est alors dans l'opposition, dans une ville traditionnellement de droite.
Secrétaire d'État du gouvernement Michel Rocard en mai 1988, elle est désignée pour diriger la liste PS aux élections municipales de 1989. Elle a notamment pour programme la mise en place d'un tramway alors que Marcel Rudloff, considérant que le projet de son adversaire est passéiste, met en avant un projet de métro de type VAL.
Son entrée en campagne débute difficilement par un échec aux élections législatives de juin 1988 qui la contraint à quitter le gouvernement un mois après y avoir fait son entrée.
Opposée au maire sortant Marcel Rudloff, président du Conseil régional d'Alsace et sénateur, elle parvient cependant, à la faveur d'une campagne dynamique et de dissensions à droite, à conquérir le siège de maire. La victoire de Catherine Trautmann constitue un séisme politique d'ampleur nationale. Avec la prise de Strasbourg par la gauche, elle devient la première femme maire d'une ville française de plus de 100 000 habitants. Sa victoire permettra la réalisation du tramway, et l'essor des transports publics et de l'intermodalité (zones piétonnes, recul de la place de la voiture en hyper-centres), qui ont joué un rôle majeur dans la requalification de Strasbourg. Elle fut maire de Strasbourg et présidente de la communauté urbaine de Strasbourg (CUS) de 1989 à 1997 et de 2000 à 2001.
Réélue au premier tour en juin 1995, elle est contrainte d'accueillir dans sa ville un rassemblement du Front national, mais organise en parallèle une importante contre-manifestation dont la réussite (entre 50 000 et 80 000 personnes manifestent contre le racisme) la propulse au premier plan parmi les personnalités du PS. En mai 1996, Jean-Marie Le Pen présente à son auditoire, lors d'une réunion publique, une tête en carton à l'effigie de Catherine Trautmann qu'il fait huer. Estimant que « l'agressivité de cette mise en scène est de nature à susciter envers Catherine Trautmann un climat d'hostilité excédant les limites admissibles d'un débat d'opinion dans une société démocratique », le tribunal condamne le leader frontiste au franc symbolique pour cette « mise en scène macabre et choquante évoquant l'image de la mise à mort par décapitation visant d'une manière certes symbolique mais intolérable à l'élimination de l'intéressée ».
Lors de la victoire de la Gauche plurielle en 1997, elle fait son retour au gouvernement et est nommée ministre de la Culture. Pour se conformer au principe de non-cumul des mandats, elle démissionne de ses mandats locaux et laisse le poste de maire et de président de la communauté urbaine de Strasbourg à Roland Ries, son bras droit, avec l'accord qu'elle recouvrera la mairie à son retour.
Son retour à Strasbourg est cependant difficile en raison de sa décision de cumuler la mairie et la présidence de la CUS (contrairement à l'accord initialement conclu avec Roland Ries) et d'un important conflit avec son adjoint aux finances, Jean-Claude Petitdemange, premier secrétaire de la fédération socialiste du Bas-Rhin. Cependant, ce dernier échoue à entraîner Roland Ries avec lui, qui choisit finalement de rester fidèle à la majorité municipale.
La zizanie qui suit le difficile retour de Catherine Trautmann a un effet très négatif sur l'électorat strasbourgeois, tandis que le relatif succès de la liste indépendante de Jean-Claude Petitdemange divise les voix de la gauche aux élections municipales de 2001, au profit de la liste d'union UDF-RPR menée par le « tandem » Fabienne Keller et Robert Grossmann (qui intègreront, en 2002, l'UMP).
Catherine Trautmann perd largement, dans une triangulaire l'opposant à Fabienne Keller et Jean-Claude Petitdemange, les élections municipales de 2001, et devient membre de l'opposition municipale, où elle préside le groupe socialiste.
En 2007, à la suite d'un accord avec Roland Ries, elle s'efface et le laisse mener la liste socialiste à Strasbourg. La très large victoire de cette liste fait entrer Catherine Trautmann dans la majorité, et, le 18 avril 2008, elle est élue deuxième vice-présidente de la communauté urbaine de Strasbourg (dirigée par Jacques Bigot), chargée de l'université et du développement économique.
Elle est également présidente du port autonome de Strasbourg.
En 2014, Catherine Trautmann n'est pas réélue eurodéputée, Souad El Maysour devient adjoint à la ville de Strasbourg et laisse son poste de vice-président de la communauté Urbaine à Catherine Trautmann.
En octobre 2019, Catherine Trautmann annonce qu'elle sera présente aux prochaines élections municipales de mars 2020 sur la liste conduite par Mathieu Cahn. Le 7 novembre 2019, Mathieu Cahn charge Catherine Trautmann de coordonner la conception du projet municipal pour les socialistes.
Le 5 février 2020, Mathieu Cahn se retire au profit de Catherine Trautmann, qui devient la tête de liste PS pour les municipales strasbourgeoises de mars 2020. Quelques jours plus tard, la liste Catherine Trautmann 2020 est révélée. Au soir du premier tour, le 15 mars 2020, la liste menée par Catherine Trautmann crée la surprise en se plaçant en troisième position, obtenant 19,77 % des suffrages. Se maintenant au second tour, elle y arrive troisième, avec 23,33 % des suffrages, derrière la liste victorieuse des écologistes menée par Jeanne Barseghian, et la liste d'union LREM-LR d'Alain Fontanel. Elle préside ensuite le groupe d'opposition des élus socialistes et républicains.

### Carrière politique européenne
Catherine Trautmann est élue députée européenne lors des élections européennes de 1989. Elle siège au sein du groupe du Parti socialiste européen. Elle est réélue lors des élections de 1994. Elle siège jusqu'en 1997, date à laquelle elle est nommée ministre de la Culture et de la Communication au sein du gouvernement Lionel Jospin en France.

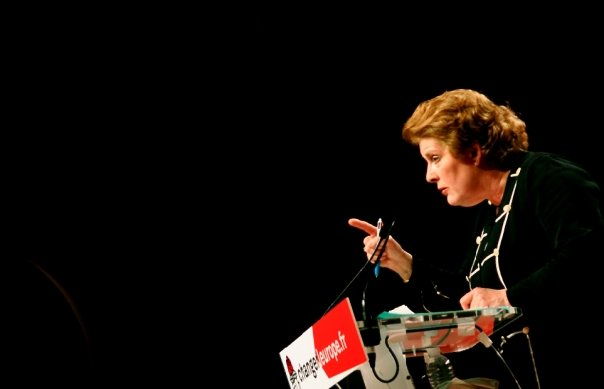
Réunion publique de campagne en 2009.

Elle est réélue députée lors des élections européennes de 2004, et succède à une autre élue strasbourgeoise, Marie-Hélène Gillig. Elle est vice-présidente de la Commission de l'industrie, de la recherche et de l'énergie. Elle est notamment l'un des rapporteurs du Paquet Télécom.

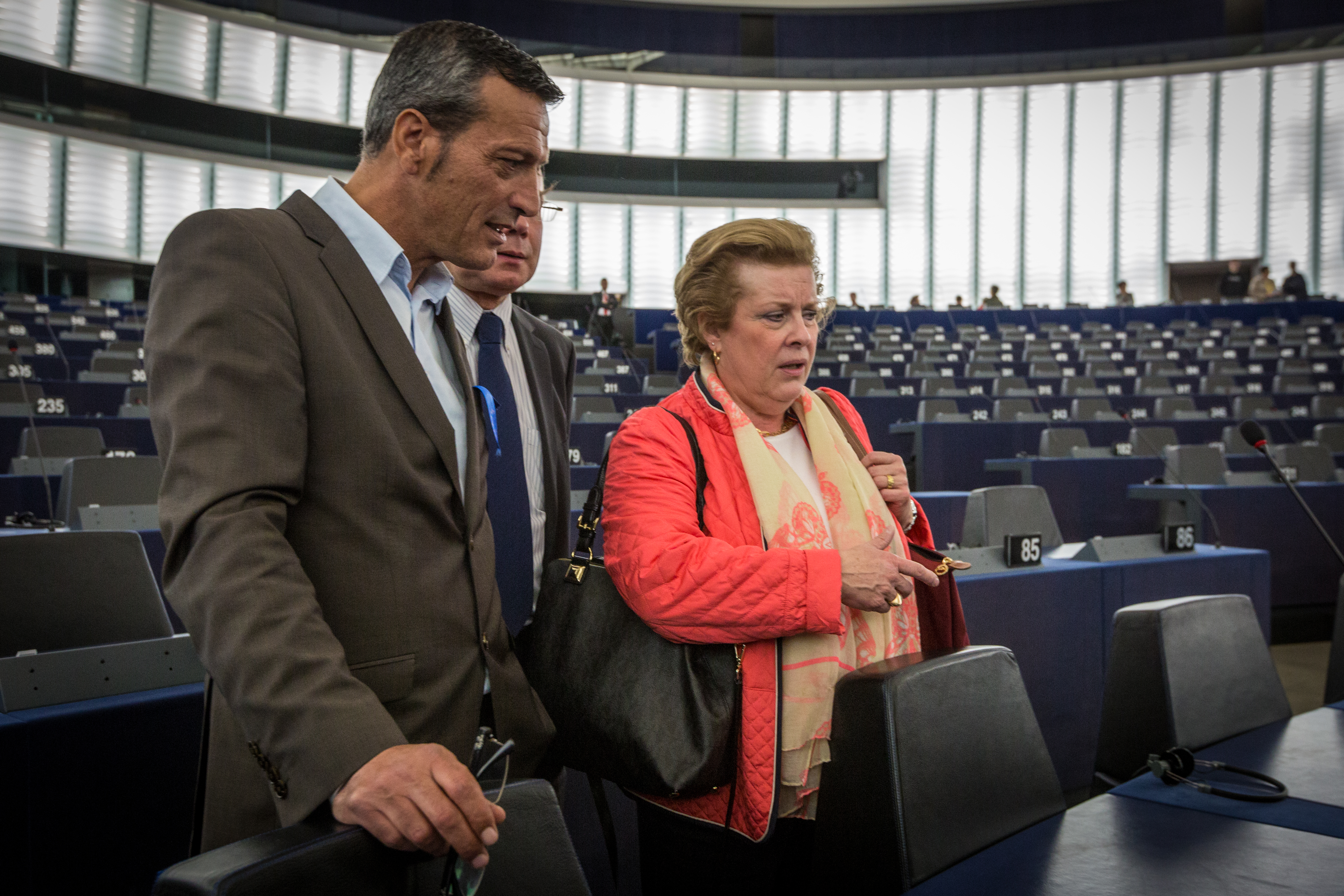
Édouard Martin et Catherine Trautmann au Parlement européen de Strasbourg le 4 mai 2014.

Elle conduit la liste socialiste aux élections européennes de 2009 dans la circonscription nord-est. Ayant obtenu quatre élus en 2004, le PS espère refaire un bon score en 2009, bien que la circonscription ait perdu un siège (9 contre 10 en 2004). Néanmoins, le soir du 7 juin, sa liste obtient 17,8 % des voix, mieux que la moyenne nationale de son parti (16,48 %), mais seulement deux élus, talonnée par les Verts et distancée par la liste de Joseph Daul (UMP), qui l'emporte avec 29,2 % des voix et quatre sièges.
En janvier 2012, elle est candidate à la présidence du groupe parlementaire Alliance progressiste des socialistes et démocrates au Parlement européen (S&D), considérée comme « outsider » par rapport au favori Hannes Swoboda.
Elle perd son siège lors des élections européennes de 2014. Catherine Trautmann est mise devant le fait accompli, quand elle apprend qu'elle est deuxième sur la liste PS/PRG du Grand-Est, ayant dû céder sa place au syndicaliste Édouard Martin. Plusieurs élus PS du Grand Est s'en indignent, à l'instar de Mathieu Cahn, premier secrétaire fédéral PS 67, qui se dit estomaqué par le dédain et le mépris dont a fait preuve la direction nationale du parti à l'égard de Catherine Trautmann et des militants de la région Est, à plus de 89 % avaient souhaité qu'elle conduise cette liste. La liste ne remporte qu'un siège contre quatre au Front national, trois à l'UMP et un à l’UDI-Modem.
Après l'élection, Catherine Trautmann remet en cause la « stratégie de la direction nationale » incarnée par l’ex-premier secrétaire, Harlem Désir et son conseiller politique Alain Fontanel, premier adjoint au maire de Strasbourg, pour ce qui a été, a-t-elle dit aux militants, « la campagne la plus dure de ma carrière. »

## Missions
Présidente de la Mission interministérielle de lutte contre la drogue et la toxicomanie (MILDT) entre 1988 et 1990, elle a aussi été Commissaire générale (de 2000 à 2003) de l'Exposition internationale 2004, événement annulé par le gouvernement français sur décision du Premier ministre Jean-Pierre Raffarin.
Catherine Trautmann fut la première présidente de l'Institut des villes, entre 2000 et 2001, avant de laisser la place à Edmond Hervé.
Depuis 2012, elle est vice-présidente du Conseil d'administration du Mouvement européen - France.

## Synthèse des résultats électoraux

### Élections législatives
| Année | Parti           | Parti | Circonscription | 1er tour | 1er tour | 1er tour | 2d tour               | 2d tour               | 2d tour               | Issue |
| Année | Parti           | Parti | Circonscription | Voix     | %        | Rang     | Voix                  | %                     | Rang                  | Issue |
| ----- | --------------- | ----- | --------------- | -------- | -------- | -------- | --------------------- | --------------------- | --------------------- | ----- |
| 1986  |                 | PS    | Bas-Rhin        | 81 339   | 18,59    | 3e       | Scrutin proportionnel | Scrutin proportionnel | Scrutin proportionnel | Élue  |
| 1988  | 2e du Bas-Rhin  | PS    | 11 822          | 41,48    | 1re      | 15 179   | 49,61                 | 2e                    | Battue                |       |
| 1997  | 1re du Bas-Rhin | PS    | 11 880          | 39,30    | 1re      | 15 964   | 50,16                 | 1re                   | Élue                  |       |
| 2002  | 3e du Bas-Rhin  | PS    | 11 461          | 31,97    | 2e       | 13 702   | 41,67                 | 2e                    | Battue                |       |

### Élections municipales
Les résultats ci-dessous concernent uniquement les élections où elle est tête de liste.
| Année | Liste  | Liste | Commune    | 1er tour | 1er tour | 1er tour | 2d tour | 2d tour | 2d tour | Sièges obtenus | Sièges obtenus |
| Année | Liste  | Liste | Commune    | Voix     | %        | Rang     | Voix    | %       | Rang    | CM             | EMS            |
| ----- | ------ | ----- | ---------- | -------- | -------- | -------- | ------- | ------- | ------- | -------------- | -------------- |
| 1989  |        | PS    | Strasbourg | NC       | 30,15    | 2e       | NC      | 42,69   | 1re     | NC             | NC             |
| 1995  | NC     | PS    | Strasbourg | 52,21    | 1re      |          |         |         | NC      | NC             |                |
| 2001  | 19 203 | PS    | Strasbourg | 29,10    | 2e       | NC       | 40,42   | 2e      | NC      | NC             |                |
| 2020  | 9 601  | PS    | Strasbourg | 19,77    | 3e       | 12 080   | 23,33   | 3e      | 7 / 65  | 6 / 49         |                |

### Élections européennes
Les résultats ci-dessous concernent uniquement les élections où elle est tête de liste.
| Année | Parti | Parti | Circonscription | Voix    | %     | Rang | Sièges |
| ----- | ----- | ----- | --------------- | ------- | ----- | ---- | ------ |
| 2009  |       | PS    | Est             | 374 971 | 17,24 | 2e   | 2 / 9  |

## Distinctions

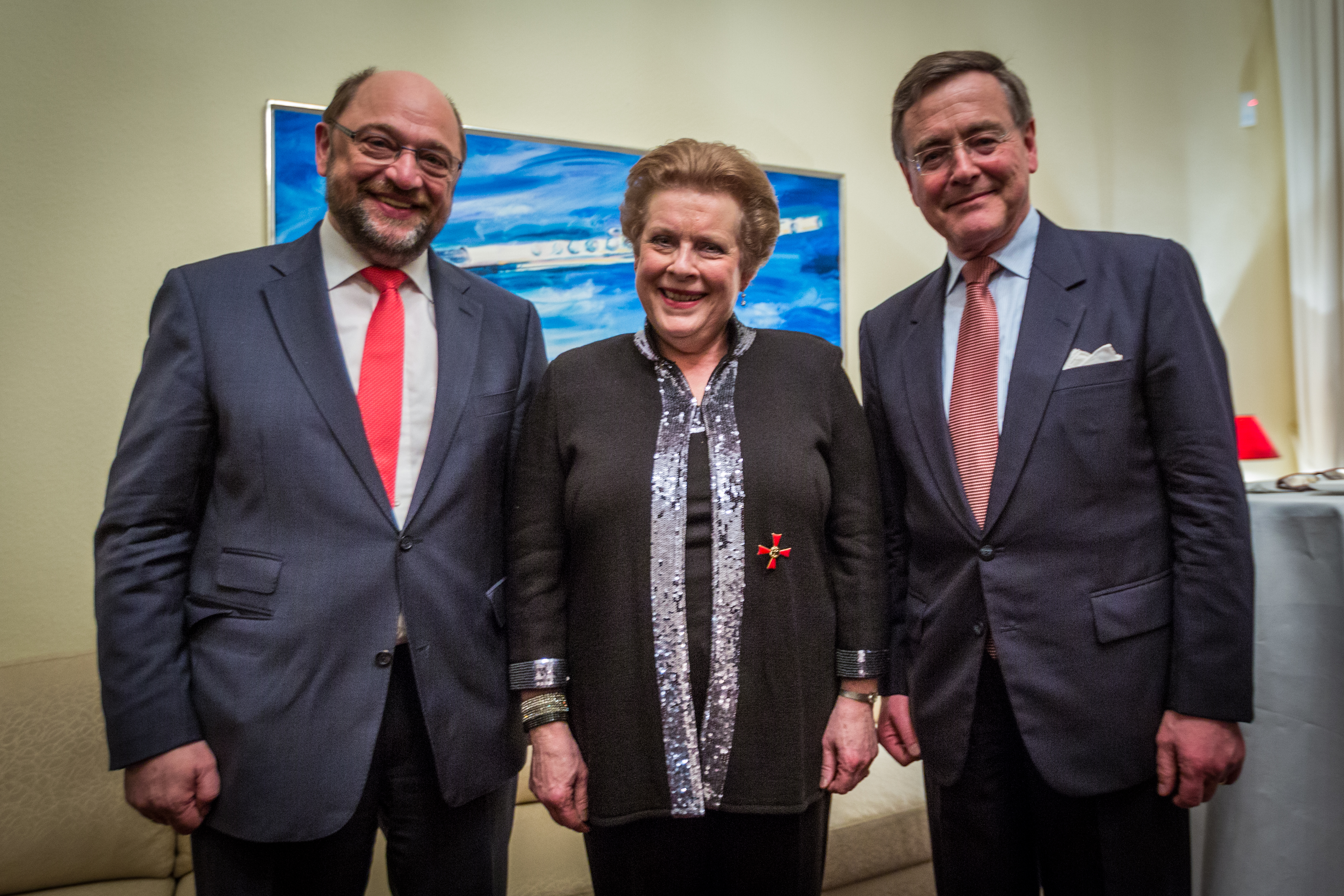
Remise de la médaille d’officier de l’ordre du Mérite de la République fédérale d’Allemagne à Catherine Trautmann par Julius Georg Luy, ambassadeur de la République fédérale d’Allemagne, en présence de Martin Schulz, président de Parlement européen à Strasbourg le 11 mars 2015.

- Officière de la Légion d'honneur. Elle est faite chevalière le 13 juillet 2000 pour ses 21 ans d'activités professionnelles et de fonctions électives[16] et est promue officière le 13 juillet 2015[17].
- Commandeure de l'ordre des Arts et des Lettres. Elle est faite commandeure lors de la promotion du 6 juin 1997[18].
- Croix d'officier de l'ordre du Mérite (2015).
- Étoile d'or et d'argent de l'ordre du Soleil levant (grand-officier, 2019)[19].
- Docteure honoris causa de l'université de Leicester.